# Маријана Кијановска
Маријана Кијановска (укр. Маріа́нна Яросла́вівна Кіяно́вська; рођена 17. новембра 1973) је украјинска песникиња, преводилац, књижевник и добитница Националне награде Шевченко.  

## Биографија
Рођена је 17. новембра 1973. у Жовкви. Дипломирала је украјинистику на Универзитету у Лавову. Заједно са Маријаном Савком, Наталком Сњаданком и другима је основала женску књижевну групу. Дебитовала је 1997. године са књигом поезије Reincarnation. Њени радови су објављивани у разним антологијама, алманасима и часописима, као што су Suchasnist`, Chetver, Kuryer Kryvbasu, Kalmius, Literatura na Świecie, Studium, Akcent и Ukrainian Quarterly. Њена дела су преведена на осамнаест језика укључујући енглески, немачки и италијански језик. Године 2011. је основала прву невладину књижевну награду Big Hedgehog у Украјини посвећену одавању почасти ауторима књига за децу и младе. Координаторка је Удружења књижевника Украјине у Лавову, као и члан Националне уније украјинских писаца и ПЕН Украјине. Међу њеним преводима су и дела Јулијана Тувима, Адама Видемана и Гинтараса Грајаускаса. Добитница је стипендија пољског програма Gaude Polonia (2003, 2009, 2016) и словеначке стипендије Централноевропске иницијативе (2007). Године 2011. је била међу финалистима књижевне награде Џозеф Конрад и постала је лауреат Међународног фестивала поезије Kyiv Laurs. Две године касније је примила пољску медаљу за доприносе култури. Године 2020. је добила Националну награду Шевченко за књигу поезије The Voices of Babyn Yar о јеврејским жртвама масакра у Бабином Јару.

## Публикације

### Поезија
- Reincarnation (1997)
- Wreath of sonnets (1999)
- Creation of Myths (2000)
- Love and War (са Маријаном Савком, 2000)
- Book of Adam (2004)
- Common Language (2005)
- Something daily (2008)
- To EP (2014)
- 373 (2014)
- Letters from Lithuania/Letters from Lviv (са Маријаном Савком, 2016)[2]
- The Voices of Babyn Yar[5] (2017)[6]

### Проза
- Path along the river (2008) — приче[2]